# Schweisser
Schweisser ist eine deutsche Band aus Utting am Ammersee. Die Band machte im Verlauf ihrer Karriere mehrere Stilwechsel durch. Nach ihrer Auflösung 2001 war der Sänger der Band mit zwei neuen Mitgliedern um das Jahr 2006 wieder aktiv.

## Geschichte
Schweisser wurde 1988 gegründet. Bereits ein Jahr später veröffentlichte die Band die erste selbst betitelte EP. Da sich keine Plattenfirma fand, übernahm die Gruppe die Produktion und den Vertrieb selber. Das Werk erschien in einer Auflage von 1.000 Stück auf Vinyl. Innerhalb eines halben Jahres waren alle Exemplare verkauft. Heute ist die EP ein gesuchtes Sammlerstück.
1991 unterschrieb die Band einen Vertrag mit der Firma Trikont (unter anderem Ton Steine Scherben). Im Herbst erschien ihr Debütalbum Auf der Autobahn zur Hölle. Zu dieser Zeit spielte die Band noch Punkrock. In den folgenden zwei Jahren absolvierte Schweisser über 300 Konzerte im deutschsprachigen Raum.
1994 wechselte Schweisser zu Intercord. Im Sommer wurde in Saarbrücken das zweite Album Eisenkopf aufgenommen. Anstatt Punkrock spielte die Band knallharten Metal und scheute sich nicht, ein für den Metal untypisches Instrument, das Saxophon, zu verwenden. Die Plattenfirma befürwortete die Entwicklung und finanzierte der Band einen Videoclip. Das Video für das Titelstück ihres gleichnamigen Albums „Eisenkopf“ wurde als erstes deutschsprachiges Video in der MTV-Sendung „Headbanger’s Ball“ ausgestrahlt. Der Metal Hammer kürte „Eisenkopf“ zum Album des Monats und die Schweisser ging in den folgenden neun Monaten auf Tour. Ein Höhepunkt war der Auftritt beim Dynamo Open Air, wo die Schweisser als erste Band mit deutschen Texten auftrat und auch in der TV-Sendung MTV Headbanger's Ball interviewt wurde. Für das Lied Hölle wurde ebenfalls ein Video gedreht.
Im Frühjahr 1995 verlängerte die Band ihren Vertrag mit Intercord. Ein Jahr später erschien das dritte Album Willkommen im Club, mit dem Schweisser erstmals den Sprung in die Charts schaffte. Die folgende Tour dauerte drei Monate und führte erstmals ins Ausland (unter anderem Niederlande und Italien). Im Herbst 1996 wurde die Malaria-EP veröffentlicht. Die EP enthält neben drei Remixen des Titelliedes einen bis dahin unveröffentlichten Song. Die Band flog nach Indien, um einen Videoclip zu drehen. Die Zuschauer der VIVA-Sendung Metalla wählten den Clip zum besten nationalen Metalvideo des Jahres.
Während des Indienaufenthaltes begann die Band neue Lieder zu schreiben. Schon bald wurde klar, dass die Band neue Wege beschreiten und experimentieren wollte. Das vierte Album Heiland fiel entsprechend gemäßigter aus. Das Lied Meine Liebe ist ein Monster wurde zusammen mit der Band Apocalyptica aufgenommen. Die medienkritische erste Single Friss Scheiße wurde vom Bayerischen Rundfunk auf den Index gesetzt. Dennoch wurde das Album ein Erfolg. Schweisser ging mit den Melvins auf Tournee. Neben den Liedern für das Album nahm Schweisser noch das Lied Bitte, Bitte für einen Die-Ärzte-Tributesampler auf.
Im Februar 1998 spielte Schweisser ihr erstes Akustikkonzert. Aufgrund der guten Resonanzen beschloss die Band, im Dezember 1998 eine ganze Tournee mit Akustikkonzerten zu bestreiten. Inspiriert durch diese Tour beschloss die Band, dass das neue Album ruhiger als die früheren Werke klingen sollte. Im Herbst wurde der Band mitgeteilt, dass ihre Plattenfirma Intercord vom Mutterkonzern EMI aufgelöst werde. Dennoch erklärt sich die EMI bereit, das kommende Album zu veröffentlichen. Das fünfte Album Bitte warten erschien im Februar 2000 und unterscheidet sich deutlich von den früheren Werken. Viele Fans wendeten sich angesichts des Popsounds ab, während viele Musikmagazine durchaus positive Kritiken abdruckten, in welchen vor allem die nachdenklichen Texte und der Mut zur Veränderung gelobt wurde. 2001 löste sich die Band auf.
Im Jahr 2006 verkündete Tommi Böck die Rückkehr der Schweisser ins Geschäft. Von der ursprünglichen Besetzung ist jedoch nur noch er selbst als Sänger dabei. Im Herbst erscheint das Comebackalbum Pororoca, das jedoch nur sehr verhalten aufgenommen wurde.
Ein Jahr später, 2007, wurde der Schweisser-Titel Scheißkind zusammen mit der österreichischen Nachwuchs-Rockband „Rigo Mortis“ neu interpretiert. Da Rigo Mortis aber noch im selben Jahr der Plattenvertrag entzogen wurde, blieb das Rerelease bis heute unveröffentlicht.
Buffo Völker verfasste ein mehrseitiges und tiefblickendes Vorwort für das Buch Plädoyer einer Randkultur von Richard Brox und Andreas Rammig, welches im Dezember 2019 veröffentlicht wurde.

## Diskografie

### Alben
- 1991: Auf der Autobahn zur Hölle
- 1994: Eisenkopf
- 1996: Willkommen im Club
- 1997: Heiland
- 2000: Bitte warten
- 2006: Pororoca

### EPs
- 1989: Schweisser
- 1996: Malaria
- 1997: Friss Scheiße

### Singles
- 1997: Es hört nie auf
- 2000: Stern II
- 2000: Vermissen

### Musikvideos
- 1994: Eisenkopf
- 1994: Hölle
- 1996: Willkommen im Club
- 1996: Malaria
- 1997: Friss Scheisse
- 1997: Es hört nie auf